# Juan Blázquez Miguel
Juan Blázquez Miguel (Madrid, 1943) es un historiador espanyol, autor de nombrosos llibres sobre diferents períodes de la història d'Espanya, especialment sobre la Inquisició i la Guerra Civil.
Es va llicenciar en Història a la Universitat de Granada el 1973 i es va doctorar de la mateixa especialitat a la Universitat de Múrcia el 1986 amb una tesi sobre la Iecla del segle XVII. Ha estat funcionari d'Arxius i Biblioteques, i després va passar al Ministeri d'Afers Exteriors, on ha treballat en diverses ambaixades i consolats d'Amèrica i Europa.

## Obres
- Yecla en tiempos de Felipe II: (1556-1598) (1981).
- Yecla en el reinado de Felipe III: 1598-1621 (Iecla, 1983).
- Inquisición y brujería en la Yecla del siglo XVIII (Iecla, 1984).
- Criptojudaísmo en Albacete: procesos de la Inquisición de Cuenca (Albacete, 1984).
- Hechicería y superstición en Castilla-La Mancha (Toledo, 1985).
- La Inquisición en Albacete (Albacete, 1985).
- La Inquisición en Castilla-La Mancha (Madrid, 1986).
- El Tribunal de la Inquisición en Murcia (Múrcia, 1986).
- Ciudad Real y la Inquisición (1483-1820) (Ciudad Real, 1986).
- Huete y su tierra: un enclave inquisitorial conquense (Huete, 1987).
- San Clemente y la Inquisición de Cuenca (San Clemente, Cuenca, 1988).
- Yecla en el siglo XVII (Iecla, 1988).
- Yecla en su historia (Toledo, 1988).
- La Inquisición (Madrid, 1988).
- Inquisición y criptojudaísmo (Madrid, 1988).
- Brujería: manual práctico (Madrid, 1988).
- Toledot: Historia del Toledo judío (Toledo, 1989).
- Introducción a la historia de la masonería española (Madrid, 1989)
- Herejía y heterodoxia en Talavera y su antigua tierra (Talavera de la Reina, 1989).
- Eros y Tanatos: brujerías, hechicería y superstición en España (Toledo, 1989).
- La Inquisición en Cataluña: El tribunal del Santo Oficio de Barcelona, 1487-1820 (Toledo, 1990).
- Madrid: Judíos, herejes y brujas. El Tribunal de Corte (1650 - 1820) (Madrid, 1990).
- Castilla-La Mancha: magia, superstición y leyenda (León, 1991).
- La Inquisición en América (1569-1820) (Santo Domingo, República Dominicana, 1994).
- Vodú y Zonbi: vida y muerte en Haití (Iecla, 2002).
- Memorias en blanco y negro: Haití, 1990-1995 (Madrid, 2003).
- Historia militar de la Guerra Civil española (Madrid, 2003).
- Auténtico Franco: trayectoria militar, 1907-1939 (Madrid, 2009).
- España turbulenta: alteraciones, violencia y sangre durante la II República (Madrid, 2009).
- La Guardia Civil durante la República y el 18 de julio (Madrid, 2010)
- La Guardia Civil en la Guerra de España (1936-1939) (Madrid, 2012).
- La última carga: la caballería en la Guerra Civil española (Madrid, 2013).